# Robert Jucha
Robert Jucha (ur. 23 stycznia 1970 w Lublinie) – polski żużlowiec. 
Licencję żużlową zdobył w 1986 roku. Reprezentował barwy Motoru Lublin (1987–1995 i 1999), Włókniarza Częstochowa (1996–1998) oraz KMŻ-u Krosno (2000). Zdobywał medale drużynowych mistrzostw Polski (1991 - srebrny, 1996 - złoty). Brązowy medalista młodzieżowych drużynowych mistrzostw Polski (Tarnów 1990). Zwycięzca memoriału im. Bronisława Idzikowskiego i Marka Czernego (Częstochowa 1994).